# Không quân Quân Giải phóng Nhân dân Trung Quốc
Không quân Quân Giải phóng Nhân dân Trung Quốc (tiếng Anh: People's Liberation Army Air Force) (giản thể: 中国人民解放军空军; phồn thể: 中國人民解放軍空軍; bính âm: Zhōngguó Rénmín Jiěfàngjūn Kōngjūn), hay Không quân Trung Quốc (PLAAF), là nhánh quân chủng không quân của Quân Giải phóng Nhân dân Trung Quốc. PLAAF là lực lượng không quân lớn nhất ở châu Á, và lớn thứ ba trên thế giới sau Không quân Mỹ và Không quân Nga. Bên cạnh quân chủng không quân, Quân Giải phóng Nhân dân Trung Quốc còn duy trì lực lượng không lực Hải quân hùng hậu với 26.000 nhân viên và 570 máy bay (trong đó có 290 máy bay chiến đấu).

## Lãnh đạo hiện nay
- Tư lênh: Thượng tướng Chang Dingqiu, Ủy viên dự khuyết Ban Chấp hành Trung ương Đảng Cộng sản Trung Quốc khóa XIX
- Chính ủy: Thượng tướng Vu Trung Phúc, Ủy viên Trung ương Đảng khóa XIX
- Phó Tư lệnh:
  - Trung tướng Từ An Tường, Ủy viên Trung ương Đảng khóa XIX
  - Trung tướng Ma Chấn Quân, Ủy viên dự khuyết Trung ương Đảng khóa XIX
- Tham mưu trưởng: Thiếu tướng Yu Qingjiang, nguyên Giám đốc Học viện Chỉ huy Không quân

## Tổ chức

### Các cơ quan chức năng
1. Bộ Tham mưu
2. Cục Công tác Chính trị
3. Cục Đảm bảo Hậu cần
4. Cục Đảm bảo Trang bị
5. Ủy ban Kiểm tra Kỷ luật

## Lãnh đạo qua các thời kỳ
| Tư lệnh 1. Thượng tướng Lưu Á Lâu（10/1949—5/1965) 2. Trung tướng Ngô Pháp Hiến（5/1965—9/1971) 3. Mã Ninh（5/1973—2/1977） 4. Trương Đình Phát（4/1977—7/1985） 5. Thượng tướng Vương Hải（7/1985—11/1992） 6. Thượng tướng Tào Song Minh（11/1992—10/1994） 7. Thượng tướng Vu Chấn Vũ（10/1994—11/1996） 8. Thượng tướng Không quân Lưu Thuận Nghiêu（11/1996—5/2002） 9. Thượng tướng Không quân Kiều Thanh Thần（5/2002—9/2007） 10. Thượng tướng Không quân Hứa Kì Lượng（9/2007—10/2012） 11. Thượng tướng Không quân Mã Hiểu Thiên (10/2012—8/2017） 12. Thượng tướng Không quân Đinh Lai Hàng (8/2017—2021） 13. Thượng tướng Không quân Thường Đinh Cầu (2021-nay) | Chính ủy 1. Thượng tướng Tiêu Hoa（10/1949—4/1950) 2. Trung tướng Ngô Pháp Hiến（2/1957—5/1965） 3. Dư Lập Kim（5/1965—3/1968) 4. Vương Huy Cầu（9/1968—5/1973) 5. Phó Truyện Tác (5/1973—10/1975) 6. Trương Đình Phát (10/1975—4/1977) - Dư Lập Kim（8/1975—12/1978，Chính ủy đệ Nhị） 7. Cao Hậu Lương（4/1977—7/1985） 8. Trung tướng Chu Quang（7/1985—11/1992） 9. Thượng tướng Đinh Văn Xương（11/1992—1/1999) 10. Thượng tướng Không quân Kiều Thanh Thần（1/1999—5/2002） 11. Thượng tướng Không quân Đặng Xương Hữu（5/2002—10/2012） 12. Thượng tướng Không quân Điền Tu Tư（10/2012—7/2015） 13. Thượng tướng Không quân Vu Trung Phúc（7/2015—） |

## Bản liệt kê máy bay
| Máy bay                              | Hình ảnh          | Nguồn gốc                     | Loại                               | Các phiên bản      | Số lượng đang hoạt động                                           | Chú thích                                                                            |                   |                   |                   |
| Máy bay tiêm kích                    | Máy bay tiêm kích | Máy bay tiêm kích             | Máy bay tiêm kích                  | Máy bay tiêm kích  | Máy bay tiêm kích                                                 | Máy bay tiêm kích                                                                    | Máy bay tiêm kích | Máy bay tiêm kích | Máy bay tiêm kích |
| ------------------------------------ | ----------------- | ----------------------------- | ---------------------------------- | ------------------ | ----------------------------------------------------------------- | ------------------------------------------------------------------------------------ | ----------------- | ----------------- | ----------------- |
| Chengdu J-10                         |                   | Trung Quốc                    | Tiêm kích đa nhiệm vụ              | J-10AJ-10S/B       | 200 (Tính đến năm tháng hai 2012)                                 | +20 trong PLAN                                                                       |                   |                   |                   |
| Sukhoi Su-30MKK                      |                   | Nga                           | Tiêm kích đa nhiệm vụ              | Su-30MKKSu-30MK2   | 76 (Tính đến năm tháng hai 2012) 23 (Tính đến năm tháng hai 2012) | Su-30MK2 chỉ có trong PLAN (Hải quân)                                                |                   |                   |                   |
| Shenyang J-11                        |                   | Trung Quốc                    | Tiêm kích đa nhiệm vụ              | J-11AJ-11B         | 140 (Tính đến năm tháng hai 2012)                                 | 70 trong không quân; +24 trong hải quân                                              |                   |                   |                   |
| Sukhoi Su-27                         |                   | Liên Xô                       | Tiêm kích chiếm ưu thế trên không  | Su-27SK/UBK        | 76 (Tính đến năm tháng hai 2012)                                  |                                                                                      |                   |                   |                   |
| Shenyang J-8                         |                   | Trung Quốc                    | tiêm kích đánh chặn                | J-8AJ-8B           | 180 (Tính đến năm tháng hai 2012)                                 | +48 trong PLAN                                                                       |                   |                   |                   |
| Chengdu J-7                          |                   | Trung Quốc                    | Tiêm kích/đánh chặn                | J-7                | 350 (Tính đến năm tháng hai 2012)                                 | +30 trong PLAAF                                                                      |                   |                   |                   |
| Máy bay tiêm kích-ném bom            |                   |                               |                                    |                    |                                                                   |                                                                                      |                   |                   |                   |
| Xian JH-7                            |                   | Trung Quốc                    | tiêm kích-ném bom                  | JH-7/A             | 70                                                                |                                                                                      |                   |                   |                   |
| Nanchang Q-5                         |                   | Trung Quốc                    | Máy bay cường kích                 | Q-5                | 130 to 240                                                        | Ngừng sản xuất. Còn khoảng 30-60 trong Hải quân Quân Giải phóng Nhân dân Trung Quốc. |                   |                   |                   |
| Máy bay ném bom                      |                   |                               |                                    |                    |                                                                   |                                                                                      |                   |                   |                   |
| Xian H-6                             |                   | Trung Quốc                    | Máy bay ném bom hạng trung         | H-6                | 120                                                               |                                                                                      |                   |                   |                   |
| Máy bay trinh sát và Máy bay do thám |                   |                               |                                    |                    |                                                                   |                                                                                      |                   |                   |                   |
| KJ-2000                              |                   | Trung Quốc                    | AWAC                               | KJ-2000            | 8                                                                 |                                                                                      |                   |                   |                   |
| KJ-200                               |                   | Trung Quốc                    | AEW&C                              | KJ-200             | 2 (Tính đến năm February 2011)                                    |                                                                                      |                   |                   |                   |
| Máy bay huấn luyện                   |                   |                               |                                    |                    |                                                                   |                                                                                      |                   |                   |                   |
| Nanchang CJ-6                        |                   | Trung Quốc                    | Máy bay huấn luyện cánh quạt       | CJ-6               | Không rõ                                                          |                                                                                      |                   |                   |                   |
| Hongdu JL-8                          |                   | Trung Quốc · Pakistan         | Máy bay huấn luyện phản lực        | JL-8               | 180 (Tính đến năm tháng hai 2011)                                 |                                                                                      |                   |                   |                   |
| Hongdu L-15                          |                   | Trung Quốc                    | Máy bay huấn luyện phản lực        | L-15               | 2 (Tính đến năm February 2011)                                    |                                                                                      |                   |                   |                   |
| Harbin HC-120                        |                   | Trung Quốc · Pháp · Singapore | Trực thăng huấn luyện              | HC-120             | 26 (Tính đến năm February 2011)                                   | Khoảng 130.                                                                          |                   |                   |                   |
| Máy bay vận tải                      |                   |                               |                                    |                    |                                                                   |                                                                                      |                   |                   |                   |
| Ilyushin Il-76                       |                   | Liên Xô/ Nga                  | Máy bay vận tải                    | IL-76MD            | 20 (Tính đến năm tháng hai 2011)                                  | Khoảng 30.                                                                           |                   |                   |                   |
| Harbin Y-12                          |                   | Trung Quốc                    | Vận tải hạng nhẹ                   | Y-12               | Không rõ                                                          |                                                                                      |                   |                   |                   |
| Harbin Y-11                          |                   | Trung Quốc                    | Vận tải hạng nhẹ                   | Y-11               | 50                                                                |                                                                                      |                   |                   |                   |
| Shaanxi Y-8                          |                   | Trung Quốc                    | Vận tải                            | Y-8                | 45 (Tính đến năm tháng hai 2011)                                  |                                                                                      |                   |                   |                   |
| Xi'an Y-7/Xian MA60                  |                   | Trung Quốc                    | Vận tải hạng nhẹ                   | Y-7                | 80 / 4 (Tính đến năm tháng hai 2011)                              |                                                                                      |                   |                   |                   |
| Shijiazhuang Y-5                     |                   | Trung Quốc                    | Vận tải hạng nhẹ                   | Y-5                | 300                                                               |                                                                                      |                   |                   |                   |
| Bombardier Challenger 600            |                   | Canada                        | VIP                                | CL 601             | 5                                                                 |                                                                                      |                   |                   |                   |
| Tupolev Tu-154                       |                   | Liên Xô                       | VIP                                | Tu-154M            | 7                                                                 |                                                                                      |                   |                   |                   |
| Máy bay tiếp nhiên liệu trên không   |                   |                               |                                    |                    |                                                                   |                                                                                      |                   |                   |                   |
| Ilyushin Il-78                       |                   | Liên Xô/ Nga                  | Máy bay tiếp nhiên liệu trên không | IL-78              | 8 (Tính đến năm February 2011).                                   |                                                                                      |                   |                   |                   |
| Xian H-6                             |                   | Trung Quốc                    | Máy bay tiếp nhiên liệu trên không | H-6U               | 10 (Tính đến năm February 2011)                                   |                                                                                      |                   |                   |                   |
| Trực thăng chiến đấu                 |                   |                               |                                    |                    |                                                                   |                                                                                      |                   |                   |                   |
| CAIC WZ-10                           |                   | Trung Quốc                    | Attack Helicopter                  | WZ-10              | 8                                                                 | 6 Prototype                                                                          |                   |                   |                   |
| Harbin WZ-9                          |                   | Trung Quốc                    | Attack Helicopter                  | WZ-9               | 30-40                                                             |                                                                                      |                   |                   |                   |
| Changhe Z-11W                        |                   | Trung Quốc                    | Attack helicopter                  | Z-11W              | 40 (Tính đến năm February 2011)                                   |                                                                                      |                   |                   |                   |
| Aérospatiale SA 342 Gazelle          |                   | Pháp Liên minh châu Âu        | Trực thăng chiến đấu               | SA 342             | 8                                                                 |                                                                                      |                   |                   |                   |
| Trực thăng vận tải                   |                   |                               |                                    |                    |                                                                   |                                                                                      |                   |                   |                   |
| Mil Mi 8/17/171/172                  |                   | Liên Xô                       | Trực thăng Vận tải                 | Mi-8/17/171/172    | 330                                                               |                                                                                      |                   |                   |                   |
| Mil Mi-17                            |                   | Liên Xô                       | Trực thăng Vận tải                 | Mi-17              | 240                                                               |                                                                                      |                   |                   |                   |
| Changhe Z-11                         |                   | Trung Quốc                    | Utility Helicopter                 | Z-11               | 60 (Tính đến năm February 2011)                                   |                                                                                      |                   |                   |                   |
| Changhe Z-8                          |                   | Trung Quốc                    | Trực thăng Vận tải                 | Z-8                | 40 (Tính đến năm February 2011)                                   |                                                                                      |                   |                   |                   |
| Harbin Z-9                           |                   | Trung Quốc                    | Trực thăng Vận tải                 | Z-9                | 210(Tính đến năm February 2011)                                   |                                                                                      |                   |                   |                   |
| Eurocopter AS 532 Cougar             |                   | Pháp Liên minh châu Âu        | Trực thăng Vận tải                 | AS 532             | 6                                                                 |                                                                                      |                   |                   |                   |
| Sikorsky S-70                        |                   | Hoa Kỳ                        | Transport Helicopter               | S-70C              | 16                                                                |                                                                                      |                   |                   |                   |
| Phương tiện bay không người lái      |                   |                               |                                    |                    |                                                                   |                                                                                      |                   |                   |                   |
| Pterodactyl UAV                      |                   | Trung Quốc                    | UCAV                               | Pterodactyl        | Không rõ                                                          |                                                                                      |                   |                   |                   |
| Pterosaur UAV                        |                   | Trung Quốc                    | UCAV                               | Pterosaur          | Không rõ                                                          |                                                                                      |                   |                   |                   |
| WJ-600                               |                   | Trung Quốc                    | UCAV                               | WJ-600             | Không rõ                                                          |                                                                                      |                   |                   |                   |
| CH-3 UAV                             |                   | Trung Quốc                    | UCAV                               | CH-3               | Không rõ                                                          |                                                                                      |                   |                   |                   |
| Chengdu Soar Eagle                   |                   | Trung Quốc                    | URAV                               | Soar Eagle         | Unknown                                                           |                                                                                      |                   |                   |                   |
| Sky Wing UAV                         |                   | Trung Quốc                    | URAV                               | Sky Wing           | Unknown                                                           |                                                                                      |                   |                   |                   |
| WZ-2000                              |                   | Trung Quốc                    | URAV                               | WZ-2000            | Unknown                                                           |                                                                                      |                   |                   |                   |
| ASN-229A UAV                         |                   | Trung Quốc                    | UAV                                | ASN-229A           | Unknown                                                           |                                                                                      |                   |                   |                   |
| Chengdu Xianglong                    |                   | Trung Quốc                    | URAV                               | Xianglong          | Unknown                                                           |                                                                                      |                   |                   |                   |
| IAI Harpy                            |                   | Israel                        | UCAV                               | IAI Harpy          | Unknown                                                           |                                                                                      |                   |                   |                   |
| Shenyang BA-5                        |                   | Trung Quốc                    | recce, target drone                | ChangKong-1 (CK-1) | Unknown                                                           |                                                                                      |                   |                   |                   |
| WZ-5                                 |                   | Trung Quốc                    | recce, target drone                | ChangHong-1 (CH-1) | Unknown                                                           | Believed to being phased out                                                         |                   |                   |                   |
|                                      |                   |                               |                                    |                    |                                                                   |                                                                                      |                   |                   |                   |